# Pietro Paolo Troisi
Pietro Paolo Troisi (1686–1743) – maltański złotnik, rzeźbiarz, medalier, projektant, rytownik i mistrz menniczy okresu baroku. Jego prace obejmują brązowe rzeźby swojego patrona Antonio Manoela de Vilheny, projekty różnych monet i medali, szeroką gamę dzieł, głównie religijnych w srebrze, grawerowane portrety, projekty tymczasowych łuków triumfalnych oraz projekty prac w wielu kościołów, przede wszystkim ciemnica w katedrze w Mdinie.

## Biografia
Pietro Paolo Troisi był synem Carla Antonia Troisiego i Ninfy née Bison, i był drugim z ośmiorga lub dziewięciorga dzieci. Jego rodzina prawdopodobnie pochodziła z Sycylii. Urodził się w Valletcie 29 czerwca 1686 i został ochrzczony 2 lipca w kościele parafialnym św. Dominika.
Pierwsze praktyki Troisi miał w zakładzie swojego ojca na Malcie. W latach 1704–1705, z polecenia wielkiego mistrza Ramona Perellosa, studiował w Accademia di San Luca w Rzymie. Jest drugim, po Melchiorre Cafà, znanym maltańskim artystą, który został przyjęty do akademii. Podczas pobytu w Rzymie dołączył do bottegi rzeźbiarza Pietra Papaleo. Dzięki swojemu talentowi został awansowany do klasy uczniów zaawansowanych, a w 1705, wraz z Antonio Arrighim, zdobył pierwszą nagrodę w konkursie o tematyce religijnej Concorso Clementino Prima Classe.

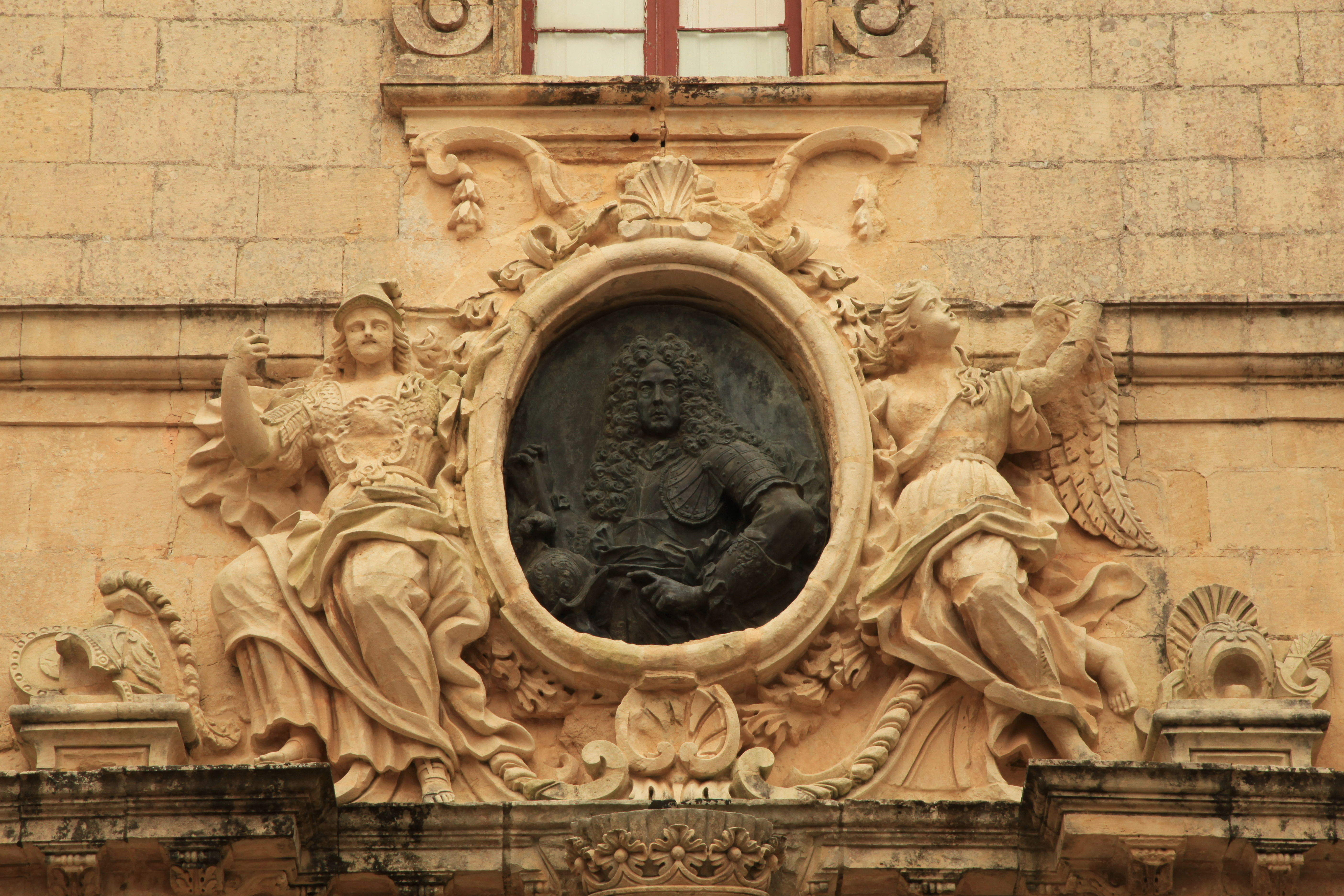
Brązowa płaskorzeźba Vilheny w Magisterial Palace w Mdinie, przypisywana Troisiemu

Po powrocie na Maltę Troisi zasłynął jako odnoszący sukcesy artysta w wielu gatunkach. Był złotnikiem, medalierem, rzeźbiarzem w brązie, portrecistą, projektantem i scenografem. Tworzył projekty do prac wykonywanych przez innych rzemieślników. Otrzymał również tytuł „architetto”, lecz wydaje się, że nie projektował budynków. Uczył także rysowania nagich postaci i, wraz z Marc'Antonio Zondadarim (który później został wielkim mistrzem zakonu joannitów), był współzałożycielem szkoły projektowania i malarstwa przy mennicy w Valletcie. Troisi był pod opieką następcy Zondadariego, Antonio Manoela de Vilheny, który najwyraźniej darzył go wielkim szacunkiem. W trakcie swojej kariery Troisi współpracował z wieloma maltańskimi rzeźbiarzami, tak w metalu jak i w kamieniu, takimi jak Pietro Paolo Zahra i bracia Fabri.
Jego ojciec był mistrzem mennicy zakonnej, a Troisi pracował również jako jego asystent. W kwietniu 1714 zwrócił się do Perellosa o zajęcie miejsca ojca, ale pozostał asystentem aż 1736, kiedy w końcu uzyskał awans. Zachował to stanowisko aż do śmierci.
Był członkiem Bractwa Matki Bożej z Góry Karmel w kościele Karmelitów w Valletcie od co najmniej 1713 do śmierci, a czasami był mianowany sekretarz, skarbnik lub rektor bractwa.
Pietro Paolo Troisi 26 sierpnia 1716 poślubił Magdalenę Marcellę Desirę z Isli, z którą miał pięcioro dzieci: Philippusa, Xaveria, Veronicę, Gaetanusa (później znanego jako Gioacchino) i Paolę (zmarłą w dzieciństwie). 27 marca 1743 Troisi sporządził testament, a wkrótce potem, pod koniec marca lub na początku kwietnia, zmarł w wieku 57 lat . W testamencie chciał zostać pochowany w kościele Karmelitów w Valletcie. Jego żona Magdalena zmarła w styczniu 1758.

## Dzieła

### Łuki triumfalne dla Zondadariego i Vilheny
Troisi zaprojektował dwa tymczasowe łuki triumfalne na ceremonie „possesso” (objęcia urzędu) w latach 1720 i 1722. Była to uroczystość zorganizowana w Mdinie z okazji wyboru nowego wielkiego mistrza, podczas której urzędnicy lokalnej Università ofiarowali klucze do miasta nowemu wielkiemu mistrzowi. Z tej okazji w pobliżu Banca Giuratale został zbudowany tymczasowy łuk triumfalny wykonany z drewna, który po uroczystości został zdemontowany.
Kiedy Marc'Antonio Zondadari został wybrany wielkim mistrzem, Troisi był jednym z czterech artystów, którzy zostali zaproszeni do przedstawienia projektów łuku triumfalnego. Wybrano projekt Troisiego, a ceremonia odbyła się 30 czerwca 1720. Następcą Zondadariego został w 1722 Antonio Manoel de Vilhena, a Troisi ponownie otrzymał zlecenie zaprojektowania łuku triumfalnego, który, dla zmniejszenia kosztów miał zostać wykonany przez przebudowę łuku z 1720. Troisi wykonał projekty i nadzorował jego budowę, stolarkę wykonał Andrea Camilleri, a obraz odnowił Aloisio Buhagiar. „Possesso” Vilheny odbyło się 20 września 1722.
Zachowały się rysunki obu łuków. Zostały one zbudowane na trzech kondygnacjach z centralnym wejściem. Na łukach widniały godła Università i Wielkiego Mistrza wraz z różnymi akcesoriami wojskowymi, a łuk Vilheny zawierał również jego portret i godło Królestwa Sycylii.

### Ciemnica w katedrze w Mdinie
W 1727 kanonik Gourgion zlecił Troisiemu w imieniu kapituły metropolitalnej zaprojektowanie ciemnicy dla katedry św. Pawła w Mdinie. Była to przenośna kaplica przeznaczona na wystawienie Eucharystii w Wielki Czwartek, wznoszona corocznie podczas Wielkiego Tygodnia. Troisi otrzymał 5 scudi za swój projekt, ale inni artyści zostali również zaproszeni do zgłaszania swoich projektów. Jednak kaplica nie została zbudowana za życia Troisiego. Gdy w 1751 roku kapituła zdecydowała się na jej budowę, wybrano projekt Troisiego. Wykonawcą został Francesco Zahra, a kaplica została zainaugurowana w 1752.
Kaplica składa się z portyku przypominającego łuk triumfalny, ze schodami prowadzącymi do okrągłego pomieszczenia z częściową kopułą i bogato zdobionymi ścianami. Srebrna kapsuła wykonana przez Giovanniego Andreę Troisiego (brata Pietro Paolo) i Annetto Pullicino była centralnym elementem kaplicy.

### Ryciny
Troisi wykonał techniką grawerowania portrety wielkich mistrzów Zondadariego i Vilheny odpowiednio w 1720 i 1724. Ten ostatni został opublikowany w kodeksie praw „Leggi e costituzioni prammaticali”.
Wykonał również ryciny na srebrnych zastawach stołowych, np. przedstawiającą Zwycięstwo nad Lądem i Morzem, która została zamówiona jako prezent z okazji małżeństwa między rodzinami Pallavicini i Spinola.

### Popiersia i posągi z brązu

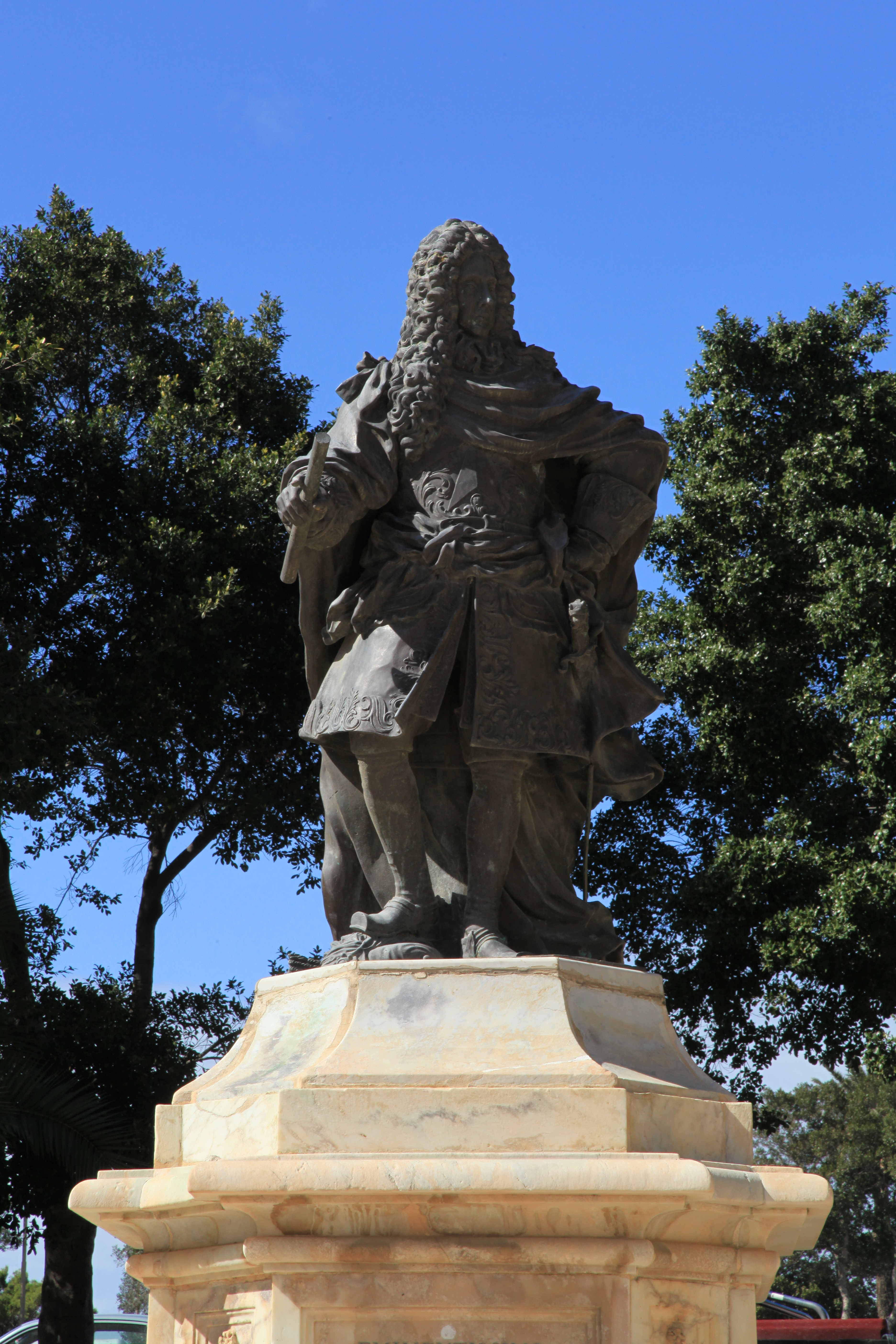
Wykonany z brązu pomnik Antonio Manoela de Vilheny (1736), stojący pierwotnie w forcie Manoel przypisywany jest Troisiemu

Troisi jest autorem szeregu popiersi z brązu przedstawiających wielkiego mistrza Vilhenę. Wiadomo, że wykonał dwa popiersia w Magisterial Palace i Banca Giuratale w Mdinie; ten ostatni znajduje się obecnie w muzeum Teatru Manoel. Inne portrety wielkiego mistrza, takie jak płaskorzeźba tondo w Palazzo Vilhena i popiersia w klasztorze franciszkanów w Valletcie, Conservatorio we Florianie i Sądów w Valletcie, również są stylistycznie przypisywane Troisiemu, chociaż nie ma na to żadnych dokumentów.
Zaprojektowanie naturalnej wielkości posągu Vilheny, który został zamówiony przez rycerza Felicjana de Savasse w 1734, również przypisuje się Troisiemu. Statua została odlana z brązu przez Louisa Boucheta i umieszczona na placu paradnym fortu Manoela w 1736. Po 1858 posąg był wielokrotnie przenoszony i obecnie znajduje się na Misraħ Papa Ġwann XXIII we Florianie.

### Prace w srebrze
Troisi był utalentowanym złotnikiem, zdobył te umiejętności podczas nauki u swojego ojca. W zawodzie tym pracowali również jego bracia Massimiliano i Giovanni Andrea oraz ich dzieci. W 1721 zlecono mu wykonanie srebrnego ceremonialnego buzdyganu, prawdopodobnie dla jurorów Università w Mdinie. Wykonał także kilka srebrnych przedmiotów religijnych do kościołów, i detale niektórych z jego prac są znane z opisów zlecenia.
W 1718 Troisi wykonał antepedium dla Arcybractwa Świętego Krzyża w kościoła franciszkanów w Valletcie. Wiadomo, że jest wkonawcą kilku srebrnych lamp świątynnych, w tym do ołtarza Matki Bożej Różańcowej w kościele parafialnym w Isli w 1719 oraz do ołtarza głównego kościoła parafialnego św. Pawła Rozbitka w Valletcie w 1733. W latach dwudziestych XVIII wieku Troisi wykonał wiele przedmiotów liturgicznych dla kościoła parafialnego w Lii, w tym naczynie na konsekrowaną hostię pyxis, kielich i patenę; niektóre z nich były pozłacane. Wyprodukował także srebrną włócznię z krzyżem na sztandar Bractwa Różańca Świętego w Lii w 1726 oraz relikwiarz dla kościoła parafialnego w Naxxar w 1732. W 1738 roku zlecono mu wykonanie srebrnych kart do ołtarza Dzieciątka Jezus we franciszkańskim kościele Najświętszej Maryi Panny w Valletcie.

### Monety i medale
Troisi był mistrzem mennicy od 1736 do śmierci w 1743, będąc wcześniej asystentem swojego ojca, który piastował to stanowisko aż do śmierci w 1730. Troisi zaprojektował matryce monet przedstawiające wielkiego mistrza Vilhenę, a później, do końca rządów joannitów na Malcie, nic nie przewyższyło artystycznej jakości złotych monet wybitych za czasów panowania Vilheny. Obecnie monety te są bardzo poszukiwane przez kolekcjonerów.
Za czasów panowania Vilheny zaprojektował również szereg pamiątkowych medali, takich jak srebrny medal upamiętniający budowę fortu Manoel w 1724.

### Inne prace
W latach 1710–1722 Troisi zaprojektował również kilka reredos w kościele franciszkańskim konwentualnym w Rabacie i współpracował z rzeźbiarzem Pietro Paolo Zahrą i braćmi Fabri przy wielu przebudowach ołtarzy w tym samym kościele, oraz w kościele parafialnym w Balzan i Żebbuġ.
Jego projektu jest również reredo ołtarza głównego kościoła Karmelitów w Mdinie oraz ołtarz starego kościoła Najświętszej Maryi Panny w Birkirkarze. Projektował też stalle dla w kościoła w Lii i Żebbuġ. W tym ostatnim zaprojektował także ołtarz i relikwiarz na relikwię ramienia św. Filipa.
W 1731 Troisi zaprojektował ramę marmurowej płyty upamiętniającej konsekrację kościoła parafialnego św. Jerzego w Qormi, zaś w 1735 wykonał projekty rzeźb w drewnie przy ołtarzu. św. Jana Ewangelisty w kościele Matki Bożej Zwycięskiej w Valletcie.